# Nymphomyiidae
Famille
Les Nymphomyiidae sont une famille d'insectes diptères nématocères.

## Liste des genres et espèces
Selon Catalogue of Life (28 févr. 2013) :
- genre Nymphomyia Tokunaga, 1932
  - Nymphomyia alba Tokunaga, 1932
  - Nymphomyia brundini (Kevan, 1970)
  - Nymphomyia dolichopeza Courtney, 1994
  - Nymphomyia holoptica Courtney, 1994
  - Nymphomyia kaluginae Makarchenko, 2013
  - Nymphomyia succina Wagner, Hoffeins & Hoffeins, 2000 †
  - Nymphomyia walkeri Ide, 1965

Selon ITIS (28 févr. 2013) :
- genre Palaeodipteron Ide, 1965|
  -  Palaeodipteron walkeri Ide, 1965